# Prinia sylvatica
La prinia selvática o prinia de la selva (Prinia sylvatica) es una especie de ave paseriforme de la familia Cisticolidae propia del sur de Asia.

## Distribución y hábitat
Es un criador residente en el subcontinente indio y Sri Lanka, normalmente se vive en pastizales secos, bosques abiertos, matorrales y jardines.

## Descripción

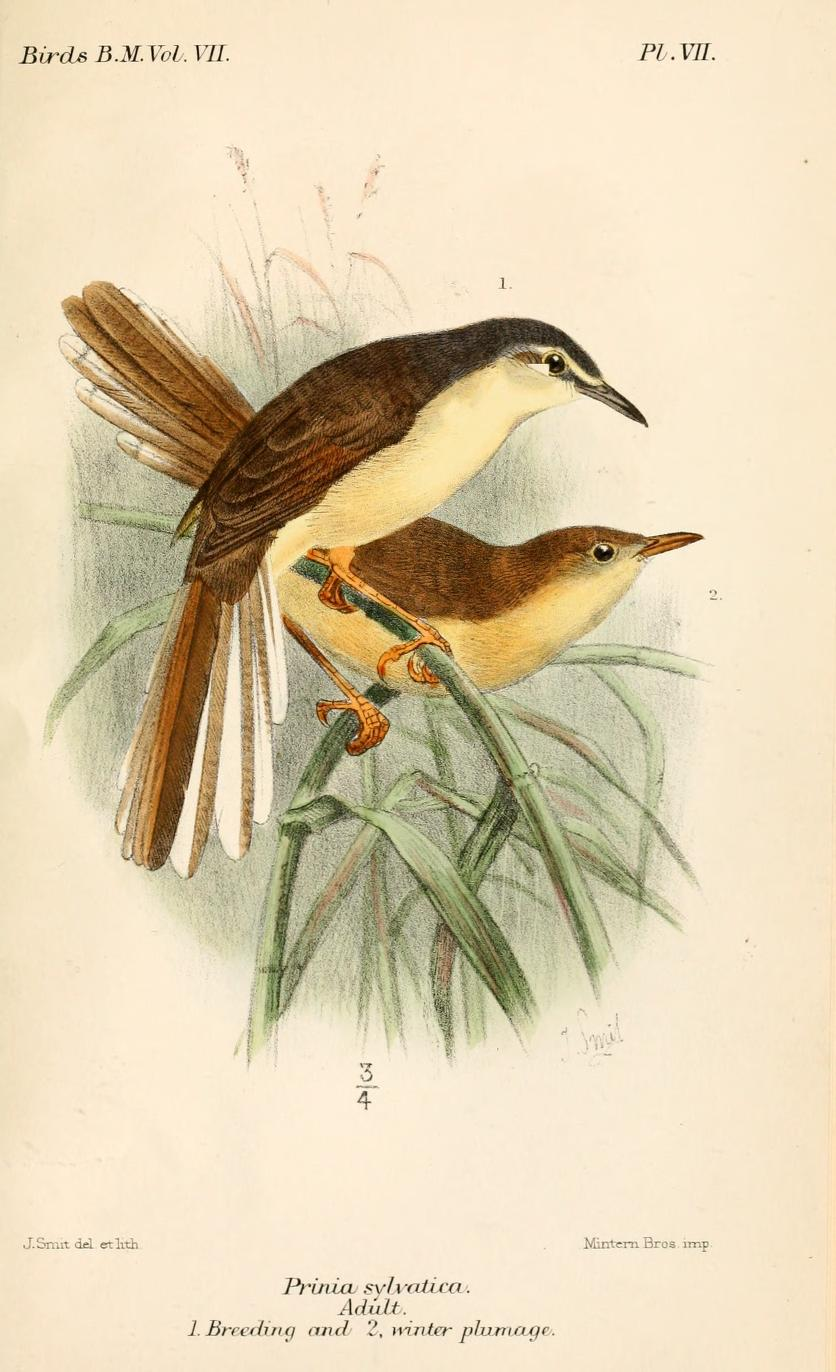
Ilustración por Joseph Smit

Mide unos 15 cm de longitud, tiene alas cortas redondeadas, la cola bastante larga, piernas fuertes y el pico corto de color negro. En plumaje reproductivo, los adultos son de color gris-marrón en la parte superior, una ceja superciliar corta de color blanco y el obispillo marrón más cálido. Tiene franjas rojas en las alas y la cola bordeada de blanco. Las partes inferiores son de color blanquecino. Ambos sexos son idénticos, excepto que el macho tiene el pico más negro en la temporada de cría.
En invierno, las partes superiores son de color marrón cálido, y las partes inferiores más ante. La cola es más larga que en verano. La subespecie  endémica de Sri Lanka, P. s. valida, conserva el plumaje de verano, incluyendo la cola más corta, durante todo el año, carece de superciliar y no tiene blanco en la cola.

## Comportamiento
Al igual que la mayoría de los cisticólidos, la prinia selvática es insectívora. Construye su nido en un arbusto o en una hierba alta, donde la hembra pone entre 3 y 5 huevos. El canto es un repetitivo pit-pretty, pit-pretty, pit-pretty.

## Subespecies
Se reconocen cinco subespecies:
- P. s. gangetica (Blyth, 1867)– en el norte de la India, Nepal, Bután y Bangladés;
- P. s. insignis (Hume, 1872)– en el noroeste de la India;
- P. s. mahendrae Koelz, 1939– en el este de la India;
- P. s. sylvatica Jerdon, 1840– en el centro y sur de la India;
- P. s. valida (Blyth, 1851)– en Sri Lanka.